# Архимандрит Павле (Калањ)
Павле Калањ (Бјелина код Бенковца, 12. јул 1950) архимандрит је Српске православне цркве и старешина Манастира Градиште.

## Биографија
Архимандрит Павле (Калањ), рођен је 12. јула 1950. године у Бјелини код Бенковца, од побожних родитеља. Основно школу завршио је у своме родноме месту.
Монашку школу завршио је у Манастиру Острогу код Даниловграда, 1969. године. Замонашен је а потом и рукоположен у чин јерођакона 3. октобра 1970. године у Манастиру Прасквица, од стране митрополита црногорско-приморскога господина Данила Дајковића, добивши монашко име Павле.
У чин јеромонаха рукоположен је 31. октобра 1970. године у Прасквици. Одлуком митрополита црногорско-приморскога господина Данила, 26. марта 1979. године постављен је за игумана Манастира Градиште